# 1893 en santé et médecine
| Années de la santé et de la médecine : 1890 - 1891 - 1892 - 1893 - 1894 - 1895 - 1896    |
| Décennies de la santé et de la médecine : 1860 - 1870 - 1880 - 1890 - 1900 - 1910 - 1920 |

Cet article présente les faits marquants de l'année 1893 en santé et médecine.

## Événements
- Avril : au Bengale, le bactériologiste Waldemar Haffkine, membre de l’Institut Pasteur, commence une campagne de vaccination[1]. Il vaccine 45 000 personnes avec une forme atténuée du bacille du choléra après avoir testé le vaccin sur lui-même. Il parvient ainsi à réduire le taux de mortalité de 75 % parmi les personnes qui ont été inoculées.
- 10 juillet : chirurgien américain Daniel Hale Williams pratique à Chicago la première opération à cœur ouvert réussie[2].

- Pour la première fois, l'Université de Sydney délivre son diplôme de médecin à deux étudiantes : Iza Coghlan and Grace Robinson[3].
- Le neurologue russe Vladimir Bekhterev décrit la spondylarthrite ankylosante dans un article intitulé Steifigkeit der Wirbelsäule und ihre Verkrümmung als besondere Erkrankungsform[4].

## Publications
- Emil Kraepelin : Lehrbuch der Psychiatrie. Il introduit le concept de démence précoce dans la classification des troubles mentaux.

## Décès
- 10 avril : Lucien Leclerc (né en 1816), médecin militaire, traducteur et historien de la médecine arabe[5],[6].
- 6 novembre : Justin Benoît (né en 1813), chirurgien français.
- 25 décembre : Marie Durocher (née en 1809), gynécologue, sage-femme et médecin brésilienne, première femme médecin en Amérique latine[7].